# Polyscias elegans
Polyscias elegans, conocido como el palo apio (Celery Wood) es una especie de planta fanerógama perteneciente a la familia de las araliáceas.

## Distribución y hábitat
Es un árbol del bosque lluvioso del este de Australia. Se encuentra en diferentes tipos de bosques; desde los fértiles suelos basálticos, hasta las dunas de arena y los menos fértiles suelos sedimentarios. El rango de su distribución natural es desde Jervis Bay (35° S) en el sur de Nueva Gales del Sur hasta la Isla Thursday (10° S), en el norte del país. Otros nombres comunes incluyen Cedro lápiz negro (Black Pencil Cedar) y Basswood de plata  (Silver Basswood). Polyscias elegans es útil para la regeneración de la vegetación y se cultiva en viveros, el cual provee sombra para los árboles más jóvenes que se encuentran debajo y que vivirán más.

## Descripción
Es un árbol de talla mediana con una atractiva copa en forma de palma o paraguas. Alcanza hasta 30 metros de alto y un diámetro en el tronco de 75 cm. El tronco es mayormente recto, es cilíndrico y no está ensanchado en la base. Tiene la corteza lisa en los árboles jóvenes pero en los maduros es agrietada, escamosa y rugosa.
Las hojas son grandes, pinnadas o bi-pinnadas con los foliolos casi opuestos, con frecuencia en tres. Los foliolos son de forma ovada, con una punta, de 5 a 13 cm de largo. Las venas son notables en ambos lados, particularmente en el envés.
Flores púrpuras se forman en panículas terminales, dispuestas en una serie de  racimos en los meses de febrero a abril. Sin embargo, las flores se pueden formar en otras épocas. El fruto es una drupa; de color café o negro violáceo, de 5 a 7 mm de ancho. Adentro de la drupa hay dos celdas, conteniendo una semilla cada una, de 5 mm de largo. Las deposiciones del currawong moteado posibilitan la regeneración de la planta en el bosque.
El fruto es comido por una gran variedad de aves; incluyendo  tórtola cuco parda, ave de higo de Australasia, maullador verde, melífago de Lewin, oropéndola estriada, verdugo pio, ave del paraíso festoneada, tilopo reina, pájaro ojo de plata, tilpo soberbio, paloma bicrestada y tilopo magnífico.

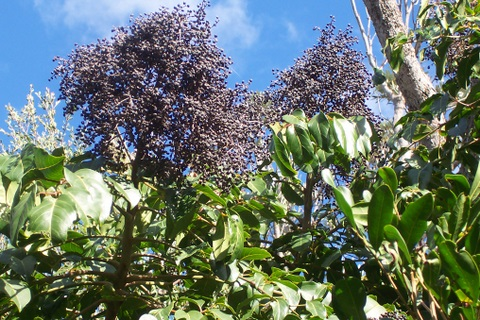
Polyscias elegans en Nueva Gales del Sur, Australia.

## Taxonomía
Polyscias elegans fue descrita por (C.Moore & F.Muell.) Harms y publicado en Summa Plantarum, . . . 6: 16. 1792.
Sinonimia
- Panax elegans C.Moore & F.Muell., Trans. & Proc. Philos. Inst. Victoria 2: 68 (1858).
- Nothopanax elegans (C.Moore & F.Muell.) Seem., Fl. Vit.: 114 (1866).
- Tieghemopanax elegans (C.Moore & F.Muell.) R.Vig., Bull. Soc. Bot. France 52: 308 (1905).
- Gelibia elegans (C.Moore & F.Muell.) Hutch., Gen. Fl. Pl. 2: 58 (1967).
- Polyscias branderhorstii Harms, Nova Guinea 8: 274 (1910).
- Gelibia branderhorstii (Harms) Hutch., Gen. Fl. Pl. 2: 57 (1967).[2]